# Чабрадський Врбовок
Чабрадський Врбовок (словац. Čabradský Vrbovok, угор. Csábrágvarbók) — село, громада в окрузі Крупіна, Банськобистрицький край, центральна Словаччина. Кадастрова площа громади — 23,32 км². Населення — 234 особи (за оцінкою на 31 грудня 2017 р.).
Перша згадка 1135 року.

## Населення
| Рік:            | 1994. | 2004.   | 2014.   | 2024.   |
| --------------- | ----- | ------- | ------- | ------- |
| Кількість осіб: | 289   | 273     | 254     | 230     |
| Різниця:        |       | -5,53 % | -6,95 % | -9,44 % |

| Рік:            | 2023. | 2024.   |
| --------------- | ----- | ------- |
| Кількість осіб: | 239   | 230     |
| Різниця:        |       | -3,76 % |

## Галерея

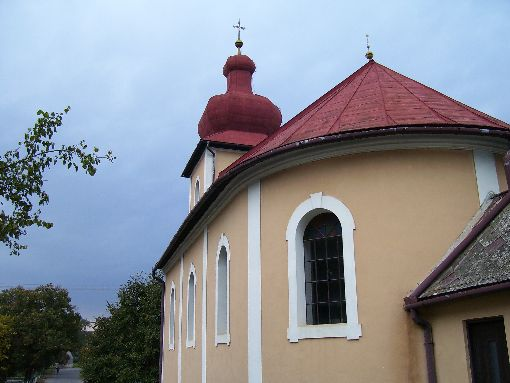
Євангелічний костел
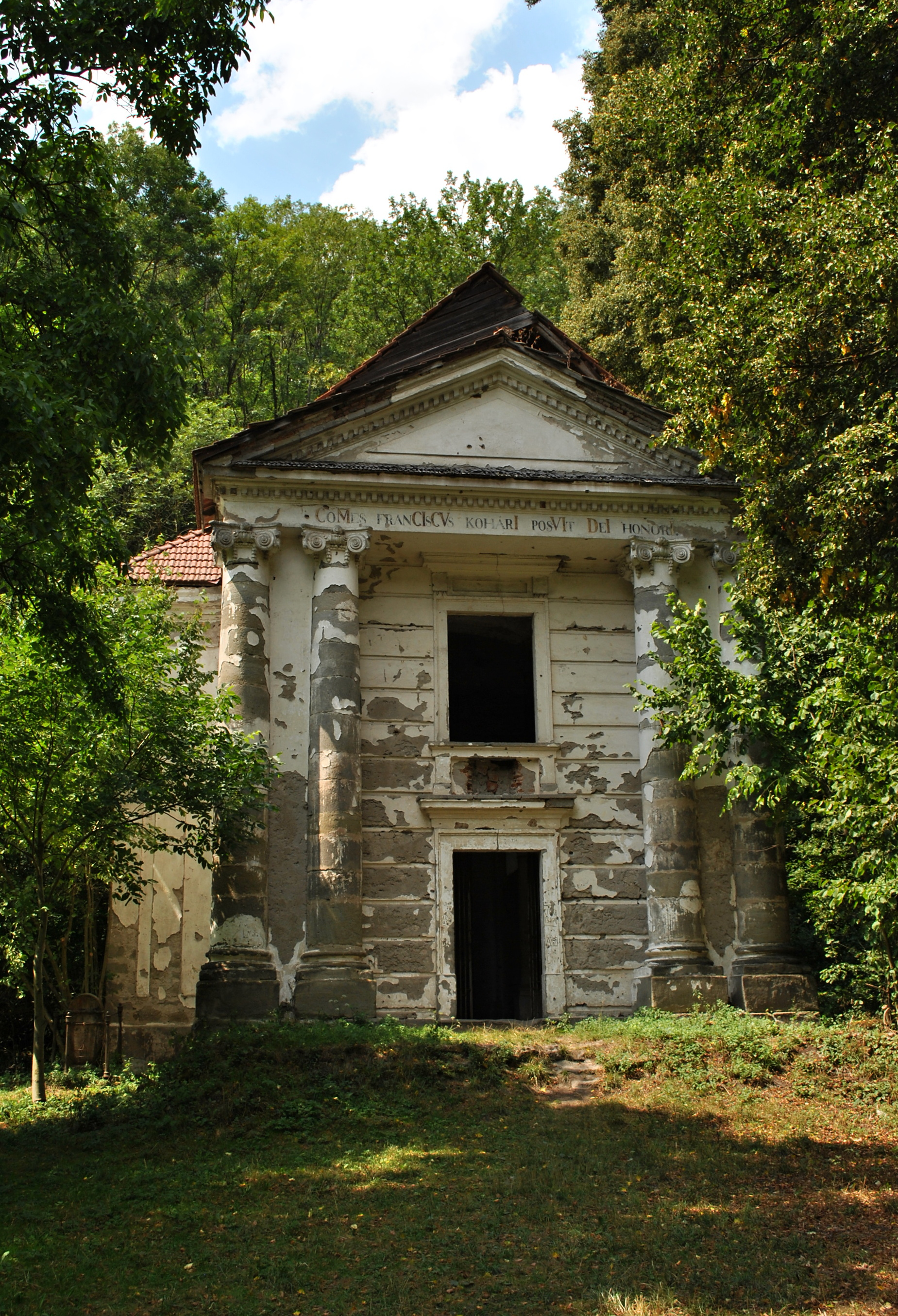
Капличка під Чабрадським замком